# Parafia Trójcy Świętej w Koźmicach Wielkich
Parafia Trójcy Świętej w Koźmicach Wielkich – rzymskokatolicka parafia znajdująca się w archidiecezji krakowskiej, w dekanacie Wieliczka Zachód, w Polsce.